# Бикрам Чоудхури
Бикрам Чоудхури (англ. Bikram Choudhury; род. 10 февраля 1944 года) – американский учитель йоги индийского происхождения и основатель бикрам-йоги, формы йоги, состоящей из фиксированной последовательности из 26 асан и пранаям, которая должна выполняться при температуре воздуха 40 °C. Его бизнес стал успешным в Соединенных Штатах Америки, а затем и во всем западном мире. Множество знаменитостей обучались у Чоудхури. Его бывшая жена Раджашри Чоудхури помогала ему в развитии бизнеса.
В 2009 году Чоудхури начал серию заявлений об авторских правах на последовательность поз бикрам-йоги. В конечном итоге он проиграл эти иски, и другие студии продолжают преподавать эту последовательность.
Чоудхури был предметом гражданских исков по обвинениям в сексуальных злоупотреблениях и дискриминации против расовых и сексуальных меньшинств. Его компания Bikram Choudhury Yoga Inc. перечислила по судебным решениям более 16 миллионов долларов. В 2017 году суд присудил 7 миллионов долларов бывшему адвокату Чоудхури, Минакши Джафа-Боден, которая получила контроль над его бизнесом по йоге, когда Чоудхури бежал в Индию, не заплатив ей. С тех пор он продолжал обучать учителей йоги за пределами США в таких странах, как Испания и Мексика.

## Биография

### Ранние годы
Бикрам Чоудхури родился в Калькутте в Британской Индии в 1944 году. Он утверждает, что начал изучать йогу под руководством Бишну Чарана Гоша в возрасте пяти лет и выигрывал Национальный чемпионат Индии по йоге в течение трех лет подряд, когда ему было 11, 12 и 13 лет (альтернативный вариант: в возрасте 13, 14 и 15 лет). Однако первое в истории соревнование по йоге в Индии состоялось в 1974 году, спустя много лет после того, как Чоудхури покинул страну. Новые доказательства, собранные в интервью для серии подкастов «30 на 30» о Чоудхури (2018, ESPN) и в книге Джерома Армстронга «Йога Калькутты», показали ложность его утверждений как о ранних тренировках под руководством Гоша, так и о победе в Национальном чемпионате Индии по йоге. Доказано, что Чоудхури начал изучать йогу в 1969 году, в возрасте 25 лет, и Гош не был его непосредственным учителем. Он разработал свою систему на основе книг Гоша.
Чоудхури разработал серию из 24 асан и двух пранаям, объединив существующие последовательности из более чем 500 асан и вариаций, созданных Гошем, и включил их в свою фирменную серию, выполнение которой занимает около девяноста минут. По словам Чоудхури, температура воздуха 40 °C, при которой практикуется бикрам-йога, имитирует климат Индии.
Чоудхури с самого начала был тесно связан с американской соревновательной йогой. Вместе с женой они организовали Ежегодный кубок Бишну Чарана Гоша, назвав его в честь человека, который, по словам Чоудхури, был его учителем.

### Работа в США
В 1971 году Чоудхури эмигрировал в Америку и начал преподавать йогу. Он открыл свою первую студию в Лос-Анджелесе, где обучал своему собственному стилю йоги. Автор Бриджит Делани описывает атмосферу вокруг него как «раболепную»: к нему, как она пишет, относились благоговейно, как если бы он был гуру, хотя он был «хвастуном», открыто хваставшимся звездными учениками и своими заработками. Он был груб и оскорблял учеников. В 2019 году компания Netflix выпустила документальный фильм "Бикрам: йог, гуру, хищник" режиссера Евы Орнер, в котором Чоудхури использует брань и насмехается над полными учениками. Критик Адриан Хортон пишет, что фильм "визуально синтезирует десятилетия архивных материалов с показаниями от первого лица и съемок судебных показаний в пугающий портрет жестокого нарцисса, защищенного от последствий его собственным раздутым культом личности, богатства и профессиональной власти в рамках ниши мира горячей йоги".
Бикрам-йога быстро распространилась по Америке. В 1990-х годах Чоудхури стал проводить девятинедельные курсы для учителей с последующей сертификацией и обучил тысячи инструкторов. Студии бикрам-йоги были созданы во многих странах мира. Чоудхури обучал многих знаменитостей, например, певиц Мадонну и Леди Гагу, а также футболист Дэвида Бекхэма, и утверждал, что преподавал йогу нескольким американским президентам: Ричарду Никсону, Рональду Рейгану и Биллу Клинтону.
Начиная с 2009 года, Чоудхури утверждал, что серия из 26 поз, составляющая бикрам-йогу, защищена авторским правом и что только уполномоченные им лица могут обучать ей или демонстрировать ее. В 2012 году Чоудхури начал дело о бикрам-йоге, пытаясь защитить свои авторские права на нее. В 2011 году Чоудхури начал судебный процесс против Yoga to the People, конкурирующей студии йоги, основанной его бывшим учеником и расположенной недалеко от одной из студий бикрам-йоги в Нью-Йорке. По итогам этих процессов Бюро по авторским правам США издало разъяснение о том, что последовательность поз (асан) не может быть защищена авторским правом, и что Yoga to the People и другие студии могут продолжать преподавать серию бикрам-йоги.

### Обвинения в сексуальных домогательствах и преступлениях
Чоудхури были предъявлены иски о сексуальных домогательствах, сексуальных преступлениях, расизме и гомофобии. К январю 2014 года пять женщин подали в суд на Чоудхури, обвиняя его в сексуальных домогательствах и сексуальных преступлениях. Два иска были поданы в мае 2013 года, в них Чоудхури обвиняется в изнасиловании, а также в побоях, незаконном лишении свободы, дискриминации и домогательствах. Один из исков описывает атмосферу культа, в которой члены ближайшего окружения Чоудхури помогают ему находить молодых женщин для нападения. В другом иске утверждается, что Чоудхури набирает добровольцев из-за границы, которые "настолько боятся гнева подсудимого Бикрама Чоудхури, что готовы переехать в США, нарушив иммиграционное законодательство, чтобы служить ему". В 2016 году суд постановил, что Чоудхури обязан выплатить 6,5 миллионов долларов США по аналогичным обвинениям.
Минакши Джафа-Бодден занимала должность главы отдела юридических и международных отношений в организации Чоудхури с весны 2011 года по 13 марта 2013 года, когда она была "внезапно и незаконно уволена". В течение двух лет, что Джафа-Бодден работала на Чоудхури, она была жертвой и свидетелем "постоянного и повсеместного жестокого и оскорбительного поведения» Чоудхури по отношению к женщинам, гомосексуалам, афроамериканцам и другим меньшинствам. Преподаватель бикрам-йоги Сара Бон подала иск о сексуальных домогательствах в марте, незадолго до увольнения Джафа-Бодден. 25 января 2016 года присяжные присудили Джафе-Бодден 924 500 долларов против Чоудхури в качестве компенсации фактического ущерба, обнаружив в его действиях признаки злого умысла, угнетения и мошенничества. 26 января 2016 года жюри присяжных присудило Джафе-Бодден еще 6,4 миллиона долларов в качестве штрафных санкций.

### После США
В мае 2016 года Чоудхури вернулся в Индию, где начал открывать студии йоги. В октябре 2016 года адвокат Чоудхури заявил, что его клиент не вернется в Соединенные Штаты, чтобы защитить себя лично в других судебных делах, находящихся на рассмотрении. В интервью для программы Real Sports with Bryant Gumbel в конце 2016 года Чоудхури ответил на обвинения вопросом: "Зачем мне нападать на женщин? Люди тратят миллион долларов на каплю моей спермы", и назвал своих обвинителей "мусором" и "психопатами".
В мае 2017 года суд Лос-Анджелеса выписал ордер на арест Чоудхури в связи с невыплатой почти 7 миллионов долларов, причитающихся Джафе-Бодден в качестве компенсации и штрафных санкций. Издание New York Daily News сообщило, что роскошные автомобили и другое имущество Чоудхури, вывезенное из штата, были найдены, а также о том, что издано постановление суда, запрещающее Чоудхури перемещать его имущество из складов во Флориде и Неваде. Обнаруженная во Флориде часть коллекции автомобилей Чоудхури была распродана на аукционе, а средства направлены на выплату компенсаций и оплату хранения.
Не смотря на побег Чоудхури, люди продолжают посещать его тренинги для учителей. Например, в 2019 году такие тренинги прошли в Мерсии, Испания и в Акапулько, Мексика. Учитель йоги Джессамин Стэнли назвала «странностью, граничащей с извращением» то, что люди все еще проходят его тренинги после всех обвинений в изнасилованиях.